# Jätteliljesläktet
Jätteliljesläktet (Cardiocrinum) är ett släkte i familjen liljeväxter med tre arter; två från Himalaya och Kina och en från Japan. De odlas ibland som trädgårdsväxter i Sverige.
Släktet består av fleråriga örter med lökar. Lökarna har ett fibröst skal är monokarpiska, det vill säga dör efter blomningen. Dock bildas vanligen sidolökar, med vilka plantan lever vidare. Bladen är tydligt indelade i skaft och bladskiva och bladskivan är fjädernervig. Blommorna är trattlika och sitter i en klase. Frukten är en kapsel som vid mognaden spricker upp i tre tandade valv.
Släktet är närstående liljesläktet (Lilium), som dock har fleråriga, nakna lökar, parallellnerviga blad utan tydlig indelning i skaft och bladskiva. 
- Wikimedia Commons har media som rör Jätteliljesläktet.